# Isobutirato de propila
Isobutirato de propila é o composto orgânico de fórmula C7H14O2, fórmula linear (CH3)2CHCO2CH2CH2CH3, SMILES CCCOC(=O)C(C)C, e massa molecular 130,18. É classificado com o número CAS 644-49-5, número EC 211-417-4, número MDL MFCD00053781 e PubChem Substance ID 24901408. Apresenta ponto de ebulição 134 °C e densidade 0,863 g/mL a 25 °C.